# Thrugot Ulfsson Fagerskinna
Thrugot Ulfsson Fagerskinna (c. 1045-1070, apodado piel pálida o piel hermosa, un apelativo irónico, ya que al parecer su piel era de tono oscuro) fue un caudillo vikingo, jarl de Dinamarca, hijo de Ulf el gallego y Bothild Håkonsdatter (n. 1014), hija del jarl de Lade Håkon Eiriksson. Thrugot llegaría a ser conde palatino (Leibhauptman des Königs) de Sven Ulfsson.
Se le menciona en varias fuentes medievales, incluso en la saga Knýtlinga y en los escritos de Saxo Grammaticus. 

## Herencia
Se casó con Þórgunnr Vagnadóttir, hija de Vagn Åkesson, y fruto de esa relación nació Bothild Thorgunnsdatter (Bothilda, 1068-1103) quien sería esposa del rey danés Erico I de Dinamarca. De lo poco que se sabe de la pareja es que fallecieron de viaje de peregrinación a Tierra Santa. Sin embargo, su hijo, el príncipe Canuto Lavard, se erigiría en duque de Slesvig. Algunos historiadores medievales así como modernos han cuestionado el parentesco. Saxo eliminó el nombre de Vagn Åkesson de la mención de la batalla de Hjörungavágr. Probablemente la razón fue que era un icono para la familia Thrugot (Hvide) que en su época estaba formada por importantes opositores del arzobispo Absalón de quien Saxo era partidario.
También tuvo al menos dos hijos más, Astrad y Svend Thrugotsen ambos asociados con el hird de Canuto el Santo. De Svend descienden los poderosos obispos de Lund, fue el padre de  arzobispo Asser y abuelo de Eskil de Lund. El historiador Sven Aagesen también pertenecía a la familia, como sobrino de Eskil.